# Cup of China 2012
Cup of China 2012 – trzecie w kolejności zawody łyżwiarstwa figurowego w cyklu Grand Prix 2012/2013. Zawody odbywały się od 2 do 4 listopada 2012 roku w hali Shanghai Oriental Sports Centre w Szanghaju.
Wśród solistów triumfował Japończyk Tatsuki Machida, natomiast w rywalizacji solistek wygrała jego rodaczka Mao Asada. W parach sportowych wygrali gospodarze Pang Qing i Tong Jian. W rywalizacji par tanecznych zwyciężyła para francuska Nathalie Péchalat i Fabian Bourzat.

## Wyniki

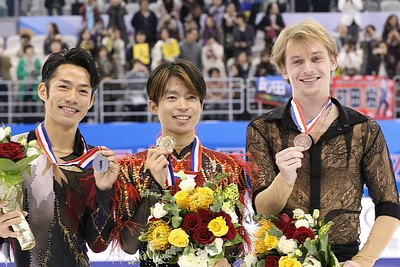
Medaliści w konkurencji solistów, od lewej Daisuke Takahashi (JPN), Tatsuki Machida (JPN), Siergiej Woronow (RUS)

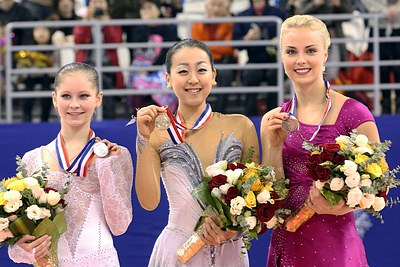
Medalistki w konkurencji solistek, od lewej Julija Lipnicka (RUS), Mao Asada (JPN), Kiira Korpi (FIN)

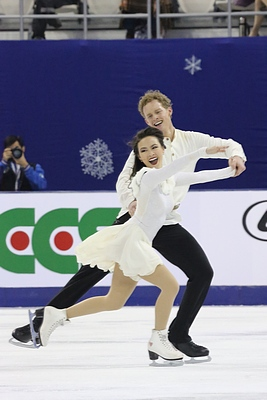
Amerykańska para taneczna Madison Chock / Evan Bates (4. miejsce)

### Soliści
| Poz. | Zawodnik          | Nota łączna | SP    | SP | FS     | FS  |
| ---- | ----------------- | ----------- | ----- | -- | ------ | --- |
| 1    | Tatsuki Machida   | 236,92      | 83,48 | 2  | 153,44 | 1   |
| 2    | Daisuke Takahashi | 231,75      | 84,79 | 1  | 146,96 | 2   |
| 3    | Siergiej Woronow  | 217,61      | 73,58 | 3  | 144,03 | 3   |
| 4    | Adam Rippon       | 205,48      | 71,81 | 4  | 133,67 | 4   |
| 5    | Kevin Reynolds    | 202,07      | 69,87 | 6  | 132,20 | 5   |
| 6    | Wang Yi           | 188,27      | 57,25 | 8  | 131,02 | 6   |
| 7    | Guan Jinlin       | 171,04      | 55,97 | 9  | 115,07 | 7   |
| WD   | Song Nan          | DNF         | 70,86 | 5  | DNF    | DNF |
| WD   | Brian Joubert     | DNF         | 63,27 | 7  | DNF    | DNF |

### Solistki
| Poz. | Zawodniczka     | Nota łączna | SP    | SP | FS     | FS  |
| ---- | --------------- | ----------- | ----- | -- | ------ | --- |
| 1    | Mao Asada       | 181.76      | 62.89 | 2  | 118.87 | 1   |
| 2    | Julija Lipnicka | 177.92      | 63.06 | 1  | 114.86 | 2   |
| 3    | Kiira Korpi     | 169.86      | 59.69 | 4  | 110.17 | 3   |
| 4    | Mirai Nagasu    | 163.46      | 59.76 | 3  | 103.70 | 4   |
| 5    | Li Zijun        | 160.06      | 59.21 | 5  | 100.85 | 5   |
| 6    | Amélie Lacoste  | 135.46      | 57.43 | 6  | 78.03  | 9   |
| 7    | Joshi Helgesson | 134.43      | 49.67 | 7  | 84.76  | 7   |
| 8    | Zhang Ying      | 130.65      | 43.38 | 9  | 87.27  | 6   |
| 9    | Sofja Biriukowa | 127.36      | 44.39 | 8  | 82.97  | 8   |
| WD   | Geng Bingwa     | DNF         | 36.53 | 10 | DNF    | DNF |

### Pary sportowe
| Poz. | Zawodnicy                               | Nota łączna | SP    | SP | FS     | FS |
| ---- | --------------------------------------- | ----------- | ----- | -- | ------ | -- |
| 1    | Pang Qing / Tong Jian                   | 188,82      | 68,57 | 1  | 120,25 | 1  |
| 2    | Yūko Kawaguchi / Aleksandr Smirnow      | 183,53      | 63,70 | 2  | 119,83 | 2  |
| 3    | Ksienija Stołbowa / Fiodor Klimow       | 172,55      | 56,66 | 5  | 115,89 | 3  |
| 4    | Kirsten Moore-Towers / Dylan Moscovitch | 172,36      | 59,12 | 3  | 113,24 | 4  |
| 5    | Peng Cheng / Zhang Hao                  | 163,87      | 57,89 | 4  | 105,98 | 5  |
| 6    | Wang Wenting / Zhang Yan                | 143,52      | 49,79 | 6  | 93,73  | 6  |

### Pary taneczne
| Poz. | Zawodnicy                              | Nota łączna | SD    | SD | FD     | FD |
| ---- | -------------------------------------- | ----------- | ----- | -- | ------ | -- |
| 1    | Nathalie Péchalat / Fabian Bourzat     | 169,73      | 69,15 | 1  | 100,58 | 1  |
| 2    | Jekatierina Bobrowa / Dmitrij Sołowjow | 159,46      | 64,32 | 3  | 95,14  | 2  |
| 3    | Kaitlyn Weaver / Andrew Poje           | 158,97      | 65,59 | 2  | 93,38  | 3  |
| 4    | Madison Chock / Evan Bates             | 149,54      | 59,26 | 4  | 90,28  | 4  |
| 5    | Charlène Guignard / Marco Fabbri       | 137,58      | 55,57 | 5  | 82,01  | 6  |
| 6    | Wiktorija Sinicyna / Rusłan Żyganszyn  | 137,46      | 55,09 | 6  | 82,37  | 5  |
| 7    | Huang Xintong / Zheng Xun              | 121,01      | 46,76 | 7  | 74,25  | 7  |
| 8    | Yu Xiaoyang / Wang Chen                | 106,42      | 42,97 | 8  | 63,45  | 8  |